# Premio Guldbagge per i migliori costumi

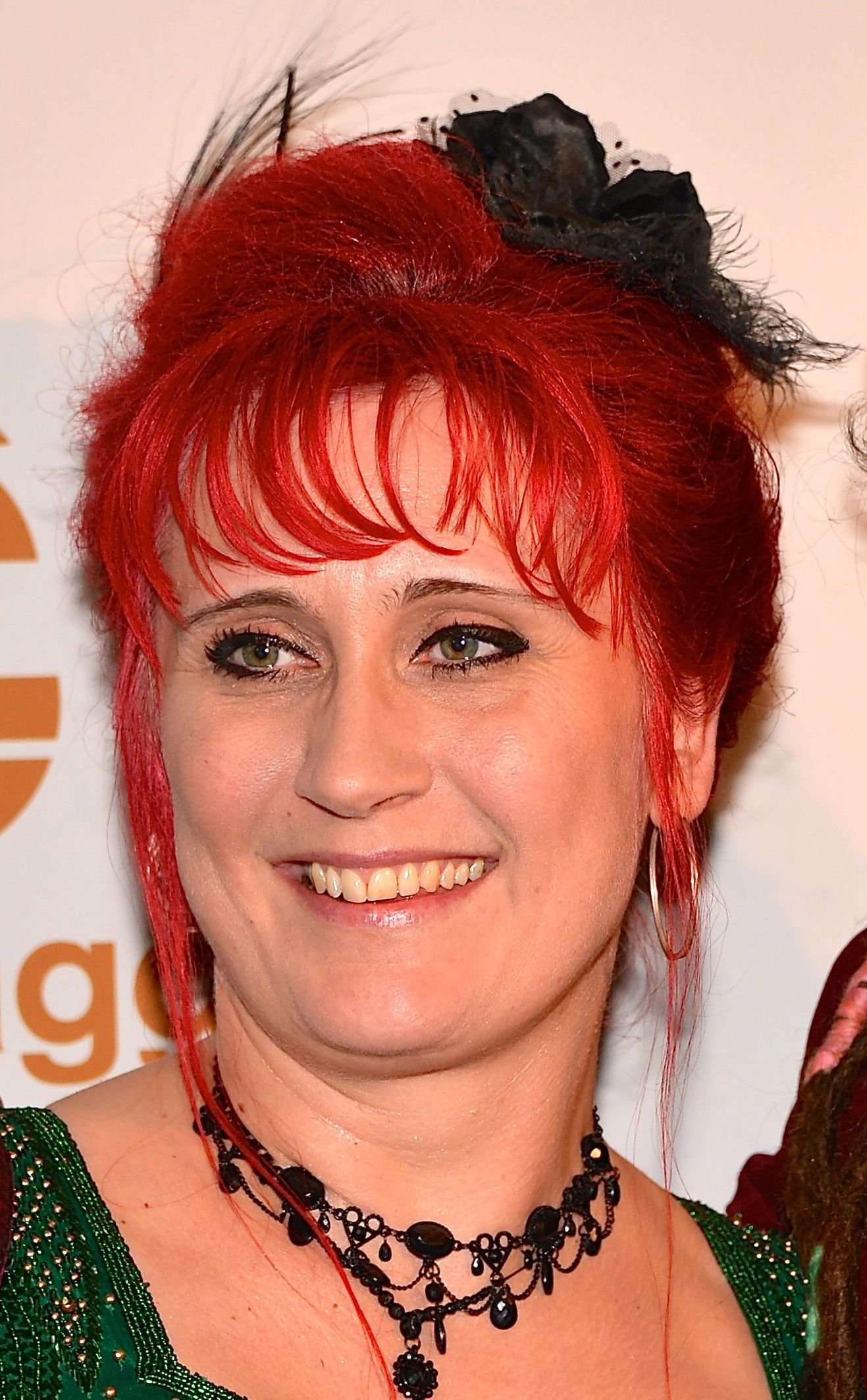
Cilla Rörby ha conquistato il premio due volte

Il Premio Guldbagge per i migliori costumi (Guldbaggen för bästa kostym) è un premio assegnato annualmente dal 2011 nell'ambito del premio svedese di cinematografia Guldbagge alla migliore direzione della fotografia dell'anno di produzione nazionale.

## Albo d'oro
I vincitori sono indicati in grassetto, a seguire gli altri candidati.

### Anni 2010-2019
- 2011: - Moa Li Lemhagen Schalin - Kronjuvelerna
  - Pia Aleborg - Play
  - Katja Watkins - Simon och ekarna
- 2012: - Cilla Rörby - Call Girl
  - Katja Watkins - Dom över död man
  - Jaana Fomin - Mammas pojkar
- 2013: - Kicki Ilander - Monica Z
  - Ulrika Sjölin - Känn ingen sorg
  - Moa Li Lemhagen Schalin - We Are the Best! (Vi är bäst!)
- 2014: - Cilla Rörby - Gentlemen
  - Julia Tegström - Un piccione seduto su un ramo riflette sull'esistenza (En duva satt på en gren och funderade på tillvaron)
  - Kicki Ilander - Tjuvarnas jul – Trollkarlens dotter
- 2015: - Mia Andersson - Tjuvheder
  - Camilla Thulin - En underbar jävla jul
  - Stella J Hox - Kim
- 2016: - Kicki Ilander - Den allvarsamma leken
  - Jaana Fomin - Flykten till framtiden
  - Moa Li Lemhagen Schalin - Upp i det blå
- 2017: - Louize Nissen - Omicidio al Cairo (The Nile Hilton Incident)
  - Kicki Ilander - Borg McEnroe
  - Sharareh Hosseini e David Markfant - Para knas
- 2018: - Ingrid Sjögren - Tårtgeneralen
  - Denise Östholm - Euphoria
  - Cilla Rörby - Unga Astrid
- 2019: - Margrét Einarsdóttir - Eld & lågor
  - Clinton Booyse - 438 dagar
  - Anna Hagert - En del av mitt hjärta

### Anni 2020-2029
- 2020: - Kicki Ilander - Nelly Rapp – Monsteragent
  - Daniela Krestelica - Andra sidan
  - Cilla Rörby - Se upp för Jönssonligan
- 2021: - Amanda Wing Yee Lee - Pleasure
  - Louize Nissen - Utvandrarna
  - Ingrid Sjögren - Sagan om Karl-Bertil Jonssons julafton
- 2022: - Sofie Krunegård - Triangle of Sadness
  - Denise Östholm - La cospirazione del Cairo (Boy from Heaven)
  - Ingrid Sjögren - Bränn alla mina brev